# Vicariato apostólico de Ucayali
El vicariato apostólico de Ucayali (en latín: Vicariatus Apostolicus de Ucayali) fue una circunscripción eclesiástica de la Iglesia católica en Perú. Se trataba de un vicariato apostólico latino, inmediatamente sujeto a la Santa Sede. Fue suprimido el 2 de marzo de 1956.

## Territorio y organización
El vicariato apostólico extendía su jurisdicción sobre los fieles católicos de rito latino residentes en parte del departamento de Ucayali.
En 1950 en el vicariato apostólico existían 16 parroquias.

## Historia
La prefectura apostólica de San Francisco de Ucayali fue erigida el 5 de febrero de 1900 mediante el decreto Cum interior de la Congregación de Propaganda Fide, tomando su territorio de las diócesis de Huamanga (hoy arquidiócesis de Ayacucho), Huánuco y Chachapoyas.
El 14 de julio de 1925 la prefectura apostólica fue elevada a vicariato apostólico mediante el breve Supremi apostolatus del papa Pío XI.
El 2 de marzo de 1956 se suprimió el vicariato apostólico mediante la bula Cum petiierit y se dividió su territorio entre los tres nuevos vicariatos apostólicos de Pucallpa, Requena y San Ramón.

## Estadísticas
Según el Anuario Pontificio 1951 el vicariato apostólico tenía a fines de 1950 un total de 120 000 fieles bautizados.
| Año                                                                             | Población            | Población | Población      | Sacerdotes | Sacerdotes    | Sacerdotes    | Bautizados por sacerdote | Diáconos permanentes | Religiosos | Religiosos | Parroquias |
| Año                                                                             | Bautizados católicos | Total     | % de católicos | Total      | Clero secular | Clero regular | Bautizados por sacerdote | Diáconos permanentes | Varones    | Mujeres    | Parroquias |
| ------------------------------------------------------------------------------- | -------------------- | --------- | -------------- | ---------- | ------------- | ------------- | ------------------------ | -------------------- | ---------- | ---------- | ---------- |
| 1950                                                                            | 120 000              | 126 000   | 95.2           | 24         | 1             | 23            | 5000                     |                      | 25         | 60         | 16         |
| Fuente: Catholic-Hierarchy, que a su vez toma los datos del Anuario Pontificio. |                      |           |                |            |               |               |                          |                      |            |            |            |

## Episcopologio
- Augustín Alemany, O.F.M. † (14 de febrero de 1905-29 de agosto de 1905 renunció)
- Bernardo Irastorza, O.F.M. † (29 de agosto de 1905-1912 falleció)
- Francisco Miguel Irazola y Galarza, O.F.M. † (28 de enero de 1913-1939 renunció)
- León Bonaventura de Uriarte Bengoa, O.F.M. † (10 de julio de 1940-2 de marzo de 1956 nombrado vicario apostólico de San Ramón)